# Phu Nhuan
Phu Nhuan (Quận Phú Nhuận) este un district central în Ho Și Min (oraș), Vietnam. 